# Umbre și ceață
Umbre și ceață (în engleză Shadows and Fog) este un film alb-negru american din 1991, regizat de Woody Allen după piesa sa într-un singur act Death (1975). Rolurile principale sunt interpretate de Woody Allen, Mia Farrow, John Malkovich, John Cusack, Madonna și Kenneth Mars. El a fost filmat pe un platou de 2,400 m2 amenajat la Kaufman Astoria Studios, care are distincția de a fi cel mai mare platou construit vreodată în New York. El a fost ultimul său film pentru Orion Pictures. 
Personajul principal al filmului este Max Kleinman, un mic funcționar prin anii 1920 într-un oraș pe undeva în Europa. El este implicat în investigațiile de urmărire a unui criminal, iar la urmă el ajunge să fie bănuit. Irmy, o înghițitoare de săbii la circ, părăsește circul, ajunge într-un bordel și-l întâlnește pe Kleinman. Filmul se termină, Kleinman a acceptat invitația de a deveni asistentul magicianului, iar clovnul Paul și Irmy își continuă cariera la circ, în timp ce se ocupă și de creșterea copilului lor.
Umbre și ceață este un omagiu adus producătorilor expresioniști germani de filme Fritz Lang, G.W. Pabst și F.W. Murnau și scriitorului Franz Kafka.

## Rezumat
Max Kleinman este un mic funcționar de prin anii 1920 într-un oraș de pe undeva din Europa. El este trezit dintr-un somn adânc într-o noapte cețoasă de o mulțime de justițiari. Ei pretind a fi în căutarea „Ștrangulatorului”, un criminal în serie care-și strangulează victimele. Oamenii îi spun să se îmbrace și să coboare în cinci minute. Kleinman se îmbracă în grabă și coboară în stradă. 
Între timp, într-un circ de la marginea orașului, Irmy (Mia Farrow) și prietenul ei, Paul (John Malkovich), se ceartă între ei. Amândoi sunt artiști de circ: Irmy este înghițitoare de săbii și Paul este clovn. Irmy vrea un copil, dar Paul îi spune că „o familie înseamnă moarte pentru un artist”. El iese apoi și intră într-un alt cort unde este așteptat de Marie (Madonna), o acrobată care merge pe sârmă. Ei încep să facă sex, dar Irmy îi prinde. Ea își ia o valiză și fuge în orașul unde locuiește Kleinman. Mergând pe străzi, ea întâlnește o prostituată (Lily Tomlin), care o aduce la un bordel, unde se află și alte prostituate (interpretate de Jodie Foster și Kathy Bates). Un student pe nume Jack (John Cusack) vine la bordel și este imediat vrăjit de Irmy; crezând că ea lucrează acolo, el insistă să facă sex cu ea, oferindu-i 700 de dolari. Ei merg apoi în camera din spate.
Pe stradă, Kleinman se plimbă fără țintă, neștiind ce să facă. El se oprește la casa unui medicului legist, unde medicul (Donald Pleasence) îi explică faptul că rolul său în vânătoare este unul pur științific. Kleinman bea un pahar de sherry și pleacă. Curând, medicul își dă seama ca Ștrangulatorul a intrat în casă. Ei vorbesc calm, apoi criminalul îl ucide pe doctor.
Kleinman vede o familie locală evacuată ca „indezirabilă” și merge la secția de poliție pentru a încerca să-l convingă pe șeful poliției să oprească evacuarea. În timp ce se află acolo, sosește un ofițer de poliție care aduce vestea morții medicului legist și spune că există un indiciu - un pahar cu amprente pe el. Kleinman intră în panică și își dă seama că pe pahar sunt amprentele sale. Tot atunci, la secție este adusă Irmy în urma unei descinderi la bordel; ea era crezută prostituată și, cum nu avea autorizație de practică, i se dă o amendă de 50 dolari. Irmy argumentează că este inocentă, iar Kleinman reușește în confuzia creată să fure paharul pe care se aflau amprentele lui. Kleinman pleacă și începe o conversație cu Irmy, mergând împreună pe străzi. Un justițiar îi arată lui Kleinman o alee pe care crede că ar putea fi ucigașul și i se dă sarcina să patruleze pe acolo. Irmy și Kleinman merg prudent pe alee și prind o persoană care se dovedește a fi Jan Paulsen, șeful lui Kleinman, care pândea o femeie la o fereastră. Dl. Paulsen, care se gândea să-l promoveze pe Kleinman, îl acuză pe acesta de incompetență, iar Kleinman și Irmy pleacă în noapte.
Paul ajunge în oraș, în căutarea lui Irmy. El intră intr-un bar, unde se afla Jack, studentul care făcuse sex cu Irmy. Studentul îi descrie experiența minunată care a avut-o cu „o înghițitoare de săbii”. Paul este șocat, deși Jack nu știe de ce.
Pe stradă, Irmy îi spune lui Kleinman că ea nu vrea bani și îi cere să dea cei 650 de dolari rămași la o biserică pentru scopuri caritabile. După plecarea de la biserică, ei văd o mamă flămândă cu un copil în brațe, iar Irmy îl trimite pe Kleinman să ceară preotului să-i dea jumătate din bani pentru ca ea să-i dea femeii. Kleinman recuperează jumătate din bani, iar Irmy dă banii femeii cu copilul în brațe. 
Kleinman se duce la casa logodnicei sale pentru a o ruga să o lase pe Irmy să stea peste noapte, dar ea nu este de acord. Ei ajung pe un dig și se uită în noapte, dar sunt prinși în ambuscadă de niște mafioți justițiari. Un clarvăzător pe nume Spiro, care-i miroase pe oameni ca un câine de vânătoare, începe să-l miroasă pe Kleinman. El spune că Kleinman „are ceva în buzunar” și este găsit paharul din care acesta a băut sherry. Supărat și crezând că acesta este ucigașul, un mafiot se pregătește să-l linșeze. Kleinman suflă piper în fața lor și scapă. El încearcă să găsească un refugiu în casa primei sale foste logodnice, Alma (Julie Kavner), pe care o părăsise la altar, în timp ce făcea sex cu sora ei. El își cere scuze, dar ea îl dă afară.
Între timp, Irmy și Paul se întâlnesc și, în timp ce se certau, observă un copil pe jos, același pe care ea și Kleinman îl văzuseră mai devreme cu femeia flămândă. Ei decid să păstreze copilul (mama lui fiind ucisă de Ștrangulator) și se duc înapoi la circ.
Urmărit de mafioți, Kleinman ajunge la bordel, unde-l întâlnește pe Jack, cu care are o conversație existențială. Când el nu este în măsură să-și exprime punctul de vedere, o prostituată (Foster) îl duce în camera din spate, unde el nu reușește să presteze și dă vina pe angoasa existențială. Mafiotul ajunge la bordel, dar Kleinman fuge prin acoperiș unde îl întâlnește și este ironizat de rivalul său de la locul de muncă, care-i spune că Irmy a plecat înapoi la circ. Kleinman se duce și el acolo.
La circ, Kleinman îl întâlnește pe magicianul Armstead (Kenneth Mars), pe care-l admira mult. Ei sunt suprinși de Ștrangulator și sunt pe punctul de a fi uciși, dar magicianul îl păcălește apelând la un truc cu o oglindă și-l înlănțuie, dar în timp ce se felicitau reciproc Ștrangulatorul scapă. Filmul se încheie cu Kleinman acceptând invitația lui Armstead de a deveni asistentul lui, în timp ce Irmy și Paul își continuă cariera lor de artiști de circ, crescând și copilul pe care-l găsiseră. În scena finală, magul rezumă totul, spunând: „Ei au nevoie de iluzii ca de aer”. Și, cu un gest, cei doi dispar într-o oglindă și într-un nor de fum.

## Distribuție
| - Woody Allen - Kleinman - Kathy Bates - prostituată - Philip Bosco - dl. Paulsen - Charles Cragin - Spiro - John Cusack - studentul Jack - Mia Farrow - Irmy - Jodie Foster - prostituată - Fred Gwynne - urmăritorul lui Hacker - Robert Joy - urmăritorul lui Spiro - Julie Kavner - Alma - William H. Macy - polițistul cu Spiro | - Madonna - Marie - John Malkovich - clovnul - Kenneth Mars - magicianul - Kate Nelligan - Eve - Donald Pleasence - doctorul - Wallace Shawn - Simon Carr - Kurtwood Smith - urmăritorul lui Vogel - Josef Sommer - preotul - David Ogden Stiers - Hacker - Lily Tomlin - prostituată |

## Box office
După premiera sa din 1991, Umbre și ceață a fost difuzat către publicul larg la 20 martie 1992 în 288 de cinematografe din America de Nord. În primele sale trei zile, a adus încasări de 1.111.314 $ (3.858 $ pe cinematograf). Încasările totale s-au ridicat la 2.735.731 $.
Bugetul său de producție a fost estimat la 14 milioane de dolari.